# Robert de Molesme
Saint Robert de Molesme (v. 1029-1111) est un moine réformateur français. Fondateur de l'abbaye de Molesme et ensuite de l'abbaye de Cîteaux, il est considéré comme cofondateur de l'ordre cistercien avec Albéric de Cîteaux et Étienne Harding. Canonisé en 1220, il est liturgiquement commémoré le 26 janvier (par l'ordre de Cîteaux), le 17 avril, ou le 30 avril au martyrologe romain. 

## Les premiers pas dans la vie monastique
Né près de Troyes vers 1029, Robert était le cadet d'une riche famille noble de Champagne. Il commença son noviciat à 15 ans à l'abbaye bénédictine de Montier-la-Celle, dans le diocèse de Troyes, dont il devint ensuite prieur. Vers 1068, il est appelé par les moines de l'abbaye Saint-Michel de Tonnerre dans le diocèse de Langres pour être leur abbé. Fatigué des intrigues des moines, très hostiles à l'application exigeante de la règle bénédictine et constatant l'impossibilité d'introduire des réformes, il aspire vite à quitter sa charge. En 1073, il est prieur de Saint-Ayoul-de-Provins, dépendant de Montier-la-Celle. Il n'y passe que quelques mois. Le pape Alexandre II lui ordonne d'aller gouverner les ermites qui s'étaient joints à Albéric et retirés en quête de solitude, dans la forêt de Collan, près de Tonnerre.

## Fondation de Molesme

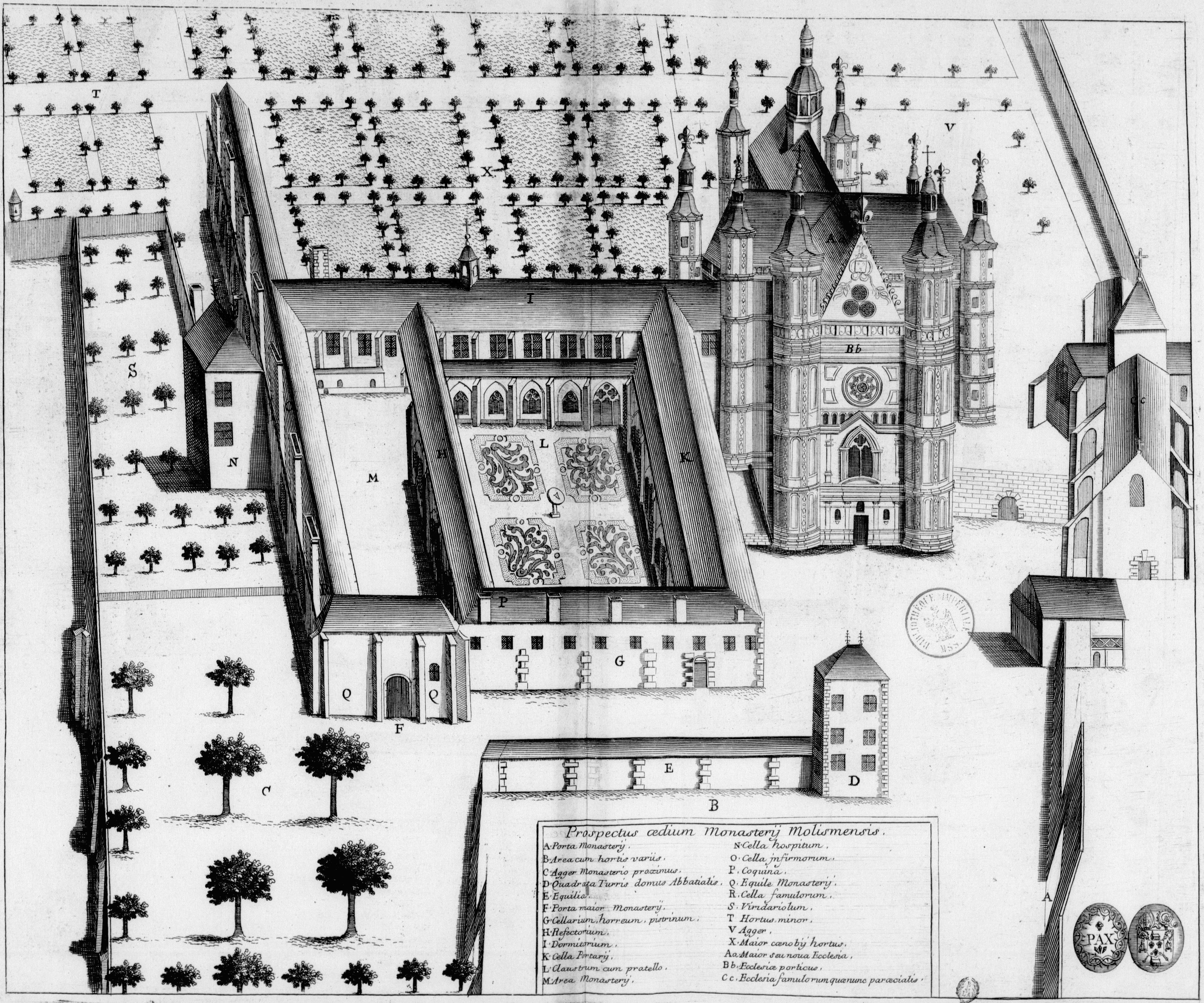
Gravure de l'abbaye de Molesme, Michel Germain (XVII), Monasticon Gallicanum, BnF.

Peu après, des moines anachorètes de la forêt de Collan, dans le diocèse de Langres, demandent au pape Grégoire VII que Robert devienne leur abbé. Le pape accepte et envoie Robert, qui trouve l'endroit impraticable, et fonde un monastère vers 1075, à Molesme, près de Châtillon-sur-Seine. Au départ, l'établissement n'est composé que de cabanes de branches autour d'une chapelle dédiée à la Sainte Trinité. Rapidement, la maison attire beaucoup de donations et s'enrichit, mais elle attire aussi de nouveaux moines, rétifs à tant d'austérité. La discipline se relâche. Quand Robert essaie de la restaurer, les moines se rebellent contre lui. Il se démet de sa charge, laissant l'autorité à son prieur, Albéric.
Robert de Molesme fonde en 1097 à l'Isle-Aumont un prieuré bénédictin.

## Cîteaux et l'ordre cistercien
En 1098, voyant que la réforme n'est toujours pas possible à Molesme, Robert obtient de l'archevêque de Lyon, légat apostolique, l'autorisation de fonder un nouvel ordre. Renard de Beaune fait don à Robert de Molesme, en 1098, des terres où s'implante la future abbaye de Cîteaux. 
Le pape Honorius III canonise Robert de Molesme en 1220. Il est liturgiquement commémoré le 26 janvier (par l'ordre de Cîteaux), le 17 avril (jour de sa naissance au ciel) ou le 21 mars (date de la fondation de Cîteaux en 1098), ou le 30 avril au martyrologe romain,.

## Iconographie

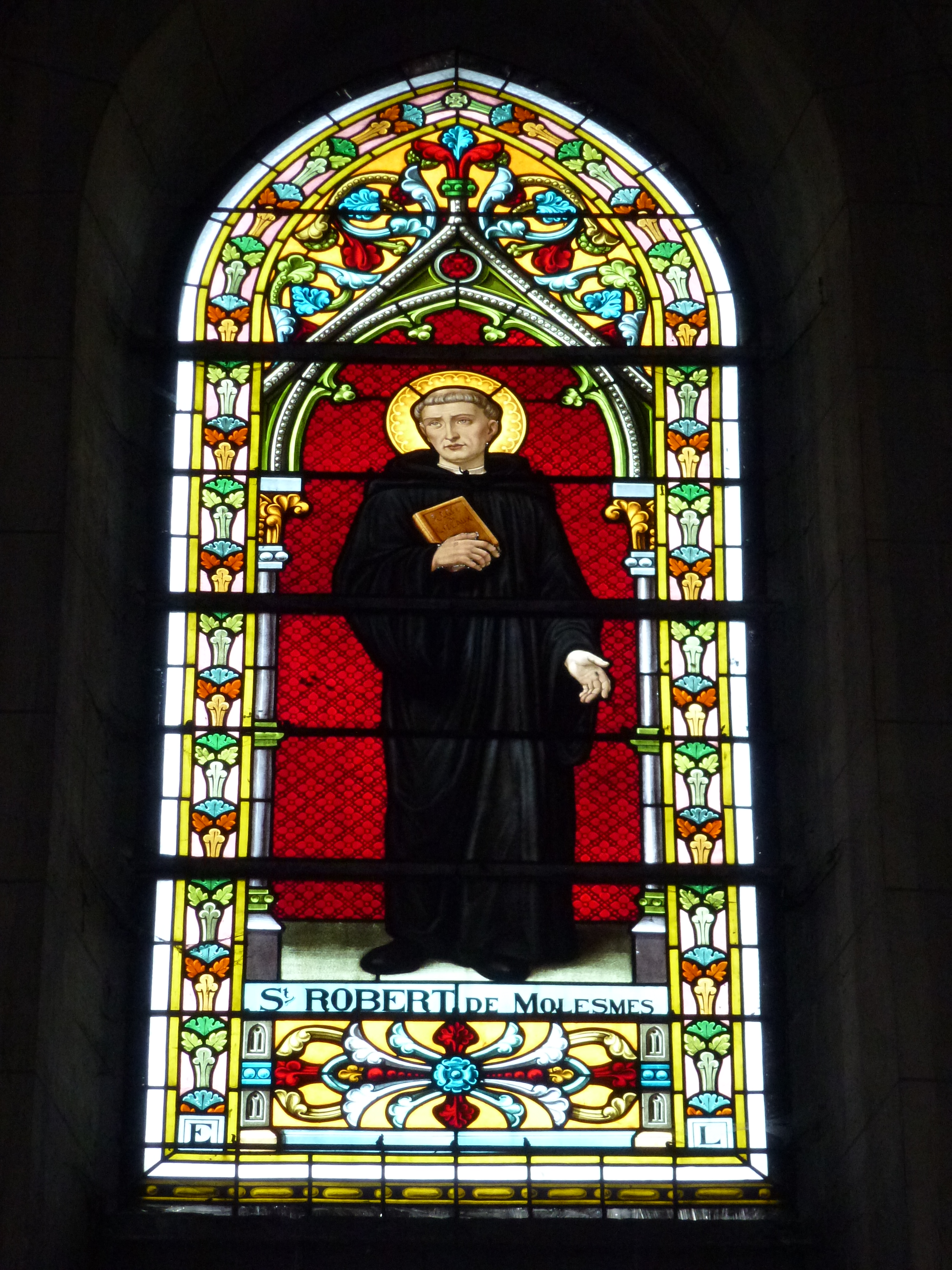
Vitrail de l'église de Signy-l'Abbaye, département des Ardennes.

Outre de nombreux vitraux représentant saint Robert de Molesme on connait, dans les arts :

### Peintures
- Vers 1620 : Apparition de la Vierge à saint Robert, huile sur toile de grande dimension peinte par Jacques de Létin et conservée dans l'église Saint-Jean-Baptiste de Chaource. L'abbé est représenté avec à ses pieds deux crosses abbatiales et deux abbayes.

### Sculptures
- Statue en pierre avec traces de polychromie datée du XVIe siècle, sur un pilier à l'entrée de la chapelle Sainte-Catherine de l'église Saint-Jean-Baptiste de Chaource ;
- Statue en bois polychrome du début du XVIe siècle dans l'église Sainte-Madeleine, à Troyes.

### Source
Tout ou partie de cet article est issu d'une traduction d'un article de la Catholic Encyclopedia, encyclopédie catholique dont le contenu est dans le domaine public.